# 時間通貨
時間通貨（じかんつうか、英語: time-based currency）は、経済学においては、会計単位が工数に相当する「人・時間」なり、その他の時間単位であるような代替通貨 (alternative currency)、ないしは、交換システムのことである。時間通貨の中には、誰のどのような貢献であっても、平等に時間によって評価し、1時間に対し、1サービス・クレジットと評価するものもある。こうしたシステムにおいては、ある人が、他の人のために、自発的に 1時間働くと、1時間相当分のクレジットが与えられ、他のボランティアが提供する 1時間のサービスと引き換えることができる。また、中には、時間の小数点以下の時間単位を使用するものもあり、例えば、分単位とか、10分（6単位/時間）、または、15分（4単位/時間）を単位とするものもある。ほとんどの時間通貨による交換システムは、サービスの交換であり、ほとんどの交換には時間で測定できるサービスの提供に関わるものであるが、全国的な平均時給の道場を当てはめて、商品に時間単位での「価格設定」をすることで、商品を交換の対象とすることもできる（例えば、平均時給が 1時間20ドルであれば、全国的に流通する通貨で 20 ドルの価値がある商品は、1時間の価値とされる）。